# Корчёмка (Могилёвская область)
Корчёмка — деревня в составе Вендорожского сельсовета Могилёвского района Могилёвской области Республики Беларусь.

## Географическое положение
Ближайшие населённые пункты: Михалёво, Добросневичи, Ямница.

## История
Упоминается в 1647 году как деревня Корчма с мельницей и озером на речке Корчма в составе имения Княжицы в Оршанском повете ВКЛ, в 1654 году - при её передаче лидским хорунжим Яном Курчем с супругой Барбарой (из Друцких-Соколинских) (унаследовавшей Княжицы от первого мужа, князя Юрия Головчинского) в заклад могилевскому бурмистру Роману Ребровичу с супругой Ириной Овхимовной.